# Cordioniscus africanus
Cordioniscus africanus är en kräftdjursart som beskrevs av Albert Vandel 1955. Cordioniscus africanus ingår i släktet Cordioniscus och familjen Styloniscidae. Inga underarter finns listade i Catalogue of Life.